# Friedrich-Wilhelm von Herrmann
Friedrich-Wilhelm von Herrmann (Potsdam, 8 ottobre 1934 – Friburgo in Brisgovia, 2 agosto 2022) è stato un filosofo tedesco.

## Vita
Dopo aver completato gli studi superiori a Potsdam e Berlino, von Herrmann ha studiato filosofia, germanistica e storia presso la Freie Universität di Berlino (Libera Università di Berlino). Nel 1957 si è trasferito presso la Albert-Ludwigs-Universität di Freiburg, dove ha conseguito un dottorato di ricerca nel 1961 con Eugen Fink con una tesi su L'auto-interpretazione di Martin Heidegger. Dopo aver conseguito il dottorato, ha lavorato dal 1961 al 1970 come assistente di Eugen Fink presso la Albert-Ludwigs-Universität di Freiburg. Nel 1970 ha ottenuto l'abilitazione a Friburgo con una tesi su Ricerche fenomenologiche della temporalità della comprensione dell'essere. Von Herrmann è stato in seguito assistente privato di Martin Heidegger dal 1972 fino alla sua morte, nel 1976. Nello stesso anno è stato nominato professore associato, occupando la cattedra che fu di Heidegger. Dal 1979 è stato professore ordinario presso la Albert-Ludwigs-Universität di Freiburg. Dal 1999, Friedrich-Wilhelm von Herrmann è professore emerito.

## Pensiero
Nella sua carriera filosofica, Friedrich-Wilhelm von Herrmann si è occupato di problemi fondamentali di Ermeneutica, di fenomenologia e di ontologia. Il suo pensiero è fortemente influenzato da Martin Heidegger, di cui ha curato l'edizione critica di tutti gli scritti per la casa editrice Klostermann. Nei suoi scritti, von Herrmann si è spesso dedicato a porre a confronto i temi fondamentali trattati da Edmund Husserl e Martin Heidegger.

## Opere principali
- Martin Heidegger. Die Wahrheit über die "Schwarzen Hefte" (mit Francesco Alfieri), Philosophische Schriften, 94, Duncker & Humblot GmbH, Berlin 2017
- Descartes' Meditationen. Klostermann, Frankfurt am Main 2011
- Hermeneutische Phänomenologie des Daseins: Ein Kommentar zu "Sein und Zeit". Bd. 3: "Erster Abschnitt: Die vorbereitende Fundamentalanalyse des Daseins" §28 - §44. Klostermann, Frankfurt am Main 2008.
- Hermeneutische Phänomenologie des Daseins: Ein Kommentar zu "Sein und Zeit". Bd. 2: "Erster Abschnitt: Die vorbereitende Fundamentalanalyse des Daseins" §9 - §27. Klostermann, Frankfurt am Main 2005.
- Wahrheit - Freiheit - Geschichte : eine systematische Untersuchung zu Heideggers Schrift "Vom Wesen der Wahrheit". Klostermann, Frankfurt am Main 2002.
- Hermeneutik und Reflexion : der Begriff der Phänomenologie bei Heidegger und Husserl. Klostermann, Frankfurt am Main 2000.
- Die zarte, aber helle Differenz. Martin Heidegger und Stefan George. Klostermann, Frankfurt am Main 1999.
- Wege ins Ereignis. Zu Heideggers "Beiträgen zur Philosophie". Klostermann, Frankfurt am Main 1994.
- Augustinus und die phänomenologische Frage nach der Zeit. Klostermann, Frankfurt am Main 1992.
- Heideggers „Grundprobleme der Phänomenologie. Zur „Zweiten Hälfte" von „Sein und Zeit". Klostermann, Frankfurt am Main 1991.
- Weg und Methode. Zur hermeneutischen Phänomenologie des seinsgeschichtlichen Denkens. Klostermann, Frankfurt am Main 1990.
- Hermeneutische Phänomenologie des Daseins. Eine Erläuterung von „Sein und Zeit". Bd. 1: „Einleitung: Die Exposition der Frage nach dem Sinn von Sein". Klostermann, Frankfurt am Main 1987.
- Der Begriff der Phänomenologie bei Heidegger und Husserl. Klostermann, Frankfurt am Main 1981.
- Heideggers Philosophie der Kunst. Eine systematische Interpretation der Holzwege-Abhandlung „Der Ursprung des Kunstwerkes". Klostermann, Frankfurt am Main 1980 (2. erweiterte Auflage 1994)
- Subjekt und Dasein. Interpretationen zu "Sein und Zeit". Klostermann, Frankfurt am Main 1974 (3. erweiterte Auflage 2004).
- Husserl und die Meditationen Descartes'. Klostermann, Frankfurt am Main 1971.
- Bewußtsein, Zeit und Weltverständnis. Klostermann, Frankfurt am Main 1971.
- Die Selbstinterpretation Martin Heideggers. Anton Hain, Meisenheim am Glan 1964.

## Critica
- Paola-Ludovika Coriando (a cura di), Vom Rätsel des Begriffs. Festschrift für Friedrich-Wilhelm von Herrmann zum 65. Geburtstag. Duncker und Humblot, Berlino, 1999.

## Traduzioni in italiano
- Il concetto di fenomenologia in Heidegger e Husserl, a cura di Renato Cristin, Il Nuovo Melangolo, 1997;
- La filosofia dell'arte di Martin Heidegger. Un'interpretazione sistematica del saggio «L'origine dell'opera d'arte», Marinotti, 2001;
- Sentiero e metodo. Sulla fenomenologia ermeneutica del pensiero della storia dell'essere, Il Nuovo Melangolo, 2003;
- La metafisica nel pensiero di Heidegger. Ediz. italiana e tedesca, a cura di A. Molinaro, Urbaniana University Press, 2004;
- AA.VV., Tradursi in Heidegger, a cura di Erasmo Silvio Storace, AlboVersorio, 2012.
- Martin Heidegger. La verità sui "Quaderni neri" (con Francesco Alfieri), Premessa di A. Heidegger, con uno scritto di L. Messinese, Appendice di C. Gualdana, Morcelliana, Brescia 2016.